# Ардон (Русија)
Ардон (руски: Ардо́н) је град и административни центар Ардонског округа у Републици Сјеверна Осетија-Аланија, Русија. Смјештен је у центру републике, на западној обали ријеке Ардон, 39 километара сјеверозападно од главног града републике Владикавказа. Према попису становништва из 2010. године, број становника је био 18 774.

## Историја
Ардон је снован 1824. године, а статус града добио је 1964. године.

## Административни и општински статус
У оквиру административних подјела, Ардон је у служби  административног центра Ардонског округа. Као административна подјела, заједно са два рурална мјеста (насеља Бекан и Степнои) обухваћена је у округу Ардонски као град Ардон под окружном јурисдикцијом. Општинском подјелом, град Ардон и насеље Бекан (али не и насеље Степнои) укључени су у општинску област Ардонски као градско насеље Ардонскоие.

## Економија
Град је важно путно и жељезничко чвориште. Значајно се развио током 1960-их, претварајући се у индустријско-пољопривредно чвориште са фабриком за прераду конопље и другим објектима за прехрамбене и пољопривредне прераде.